# Леви, Пьер (дипломат)
Пьер Леви (фр. Pierre Lévy, род. 5 августа 1955) — французский дипломат. 
Посол Франции в Российской Федерации (2020—2024), посол Франции в Польше (2016—2020), посол Франции в Чехии (2010—2013).

## Биография
Пьер Леви родился 5 августа 1955 года в Париже, по национальности — француз.
Завершил обучение в Национальной школе администрации. Занимал различные должности в центральной администрации и кабинете министров Франции.
В 1983 году Пьер Леви был принят в Управление внешнеэкономических связей. До 1985 года работал начальником бюро международной конкуренции, до 1987 года трудился заместителем начальника бюро Азии и Океании в Отделе политики торговли, затем до 1989 года заместителем начальника отдела экономической экспансии в Кёльне.
С 1989 года Пьер Леви возглавлял подразделение экономического анализа коммерческой и финансовой деятельности в министерство иностранных дел, а в 1992 году стал заместителем директора по финансовым вопросам Департамента производственных и финансовых отношений МИД. В 1994 году — второй советник при посольстве Франции в Сингапуре. В 1996 году возглавил подразделение МИД по Центральной и Южной Европе.
С 14 января 2010 года по 10 июля 2013 года Пьер Леви был послом Франции в Чешской Республике.
В июль 2013 года назначен директором Европейского Союза.
Со 2 августа 2016 года по 6 января 2020 года Пьер Леви — посол Франции в Польше.
С 7 января 2020 года по 6 августа 2024 года — посол Франции в России.

## События в Украине
В ходе вооружённого конфликта между Россией и Украиной, Франция 16 января 2024 года объявила о поставках оружия в республику Украину и подписание соглашения о безопасности. После этого Министерство иностранных дел России вызывало посла Франции в России, протестуя ролью участия Франции в конфликте.

## Награды
- Орден Почётного легиона офицер (6 апреля 2012);
- Орден «За заслуги» офицер (2017);
- Орден Святого Карла (14 ноября 2013).